# Stora Ulevattnet
Stora Ulevattnet är en sjö i Dals-Eds kommun i Dalsland och ingår i Göta älvs huvudavrinningsområde. Sjön har en area på 0,275 kvadratkilometer och ligger 142 meter över havet.

## Delavrinningsområde
Stora Ulevattnet ingår i det delavrinningsområde (654721-127058) som SMHI kallar för Utloppet av Stora Ulevattnet. Medelhöjden är 194 meter över havet och ytan är 15,66 kvadratkilometer. Det finns inga avrinningsområden uppströms utan avrinningsområdet är högsta punkten. Vattendraget som avvattnar avrinningsområdet har biflödesordning 5, vilket innebär att vattnet flödar genom totalt 5 vattendrag innan det når havet efter 290 kilometer. Avrinningsområdet består mestadels av skog (90 procent). Avrinningsområdet har 0,62 kvadratkilometer vattenytor vilket ger det en sjöprocent på 3,9 procent.